# Usigrai
L'USiGRai (acronimo di Unione Sindacale Giornalisti Rai) è un'organizzazione sindacale rivolta ai giornalisti della Rai, servizio pubblico radiotelevisivo italiano. È una delle due organizzazioni sindacali (insieme all'Unione nazionale dei giornalisti pensionati - UNGP) a godere del riconoscimento formale di organismo di base da parte della Federazione Nazionale Stampa Italiana (FNSI).

## Storia e obiettivi
L'USiGRai viene fondata ai primi del 1984; il congresso inaugurale viene celebrato a Senigallia tra il 31 gennaio e il 2 febbraio, primo segretario è Lucio Orazi. Al 2021 si sono tenuti 16 congressi e si sono avvicendati otto segretari: a Orazi sono succeduti Ennio Chiodi, Giuseppe Giulietti, Giorgio Balzoni, Roberto Natale, Carlo Verna, Vittorio Di Trapani e Daniele Macheda, eletto nel 2021 a San Donato Milanese.
Da statuto, l'USiGRai si propone di promuovere e tutelare «l'indipendenza e l'autonomia dei giornalisti quali titolari dell'informazione prodotto dalla Rai e dalle aziende collegate» con lo scopo «di contribuire alla qualità del prodotto ed alla tutela degli utenti del servizio pubblico radiotelevisivo». Vi si possono iscrivere coloro che lavorano in Rai con un contratto giornalistico e sono già iscritti a un'associazione regionale della stampa, ossia le articolazioni territoriali della FNSI.
In quanto organismo di base FNSI, l'USiGRai gode di una posizione privilegiata nello svolgimento di una compiuta attività sindacale, offrendo agli aderenti le relative garanzie e tutele per la contrattazione con l'azienda e l'editore.
Dei circa 2000 giornalisti della Rai, 1700 aderiscono all'USiGRai.

## Struttura operativa
Il sindacato si articola in vari organi: all'interno delle redazioni giornalistiche Rai ci sono le relative assemblee, che esprimono comitati e fiduciari, i quali a loro volta si riuniscono in una propria assemblea, che costituisce l’organo di verifica e controllo della linea e della gestione sindacale. Per partecipare alle assemblee ed essere nominati nei comitati di redazione o alla carica di fiduciario non occorre l'iscrizione all'USiGRai.
I comitati, i fiduciari e un nucleo di delegati in parte eletti proporzionalmente alla consistenza delle redazioni, in parte eletti in una lista nazionale, prendono parte al congresso nazionale, che è convocato ordinariamente a cadenza triennale. In sede di congresso, tutti i delegati hanno diritto all'elettorato attivo, mentre l'elettorato passivo è prerogativa dei soli iscritti USiGRai. Presenziano al congresso (in proprio o con loro delegati), con facoltà di parola, il presidente e il segretario della FNSI, il presidente dell’Ordine Nazionale dei Giornalisti, i presidenti dell’INPGI e della Casagit.
Dal voto del congresso scaturisce l'esecutivo nazionale del sindacato, che a sua volta individua a proprio interno un segretario, eletto con mandato triennale rinnovabile.
Il congresso elegge altresì un comitato di garanzia statutaria (che vigila sull'applicazione dello statuto e sul rispetto dei documenti congressuali), la commissione sindacale (che con l'esecutivo crea la commissione paritetica), la commissione contratto (che elabora con l'esecutivo la piattaforma integrativa e lo schema di accordo integrativo, poi votati dall'assemblea di comitati e fiduciari), la commissione pari opportunità (che vigila sulle eventuali discriminazioni a danno dei giornalisti) e l'ufficio di coordinamento dei comitati di redazione regionali (composto di soli esponenti della Testata Giornalistica Regionale, si riunisce quando l’esecutivo deve operare nelle pertinenze delle sedi regionali Rai).

## Scissioni
Col passare del tempo alcuni giornalisti Rai, ritenendo l'Usigrai eccessivamente sbilanciata su posizioni di sinistra, hanno cercato di fondare organizzazioni sindacali alternative. Nel 1994 nacque il SiNGRai (acronimo di Sindacato Nazionale Giornalisti Rai), a opera di Paola Angelici, Piero Vigorelli, Gianni Scipione Rossi, Paolo Cantore , associazione che non ebbe successivamente seguito, mentre nel 2023 si è registrata la costituzione dell'associazione UniRai-Liberi Giornalisti Rai, a opera di un nucleo di circa 270 giornalisti e "volti noti" del servizio pubblico (tra i quali Bruno Vespa, Claudio Pagliara, Gian Marco Chiocci, Angelo Mellone, Francesco Giorgino, Marco Lollobrigida, Paola Ferrari, Paolo Corsini, Nicola Rao, Incoronata Boccia) e di una delle liste sconfitte al congresso USiGRai del 2021. L'iniziativa ha ricevuto il plauso del ministro della cultura ed ex direttore del TG2 Gennaro Sangiuliano. 
UniRai, che ha aderito a FIGEC CISAL, piccolo sindacato autonomo, è stata riconosciuta nell'aprile 2024 come organo di rappresentanza dalla Rai, ma non gode tuttavia delle prerogative e dei benefici dell'USiGRai.